# Namourette

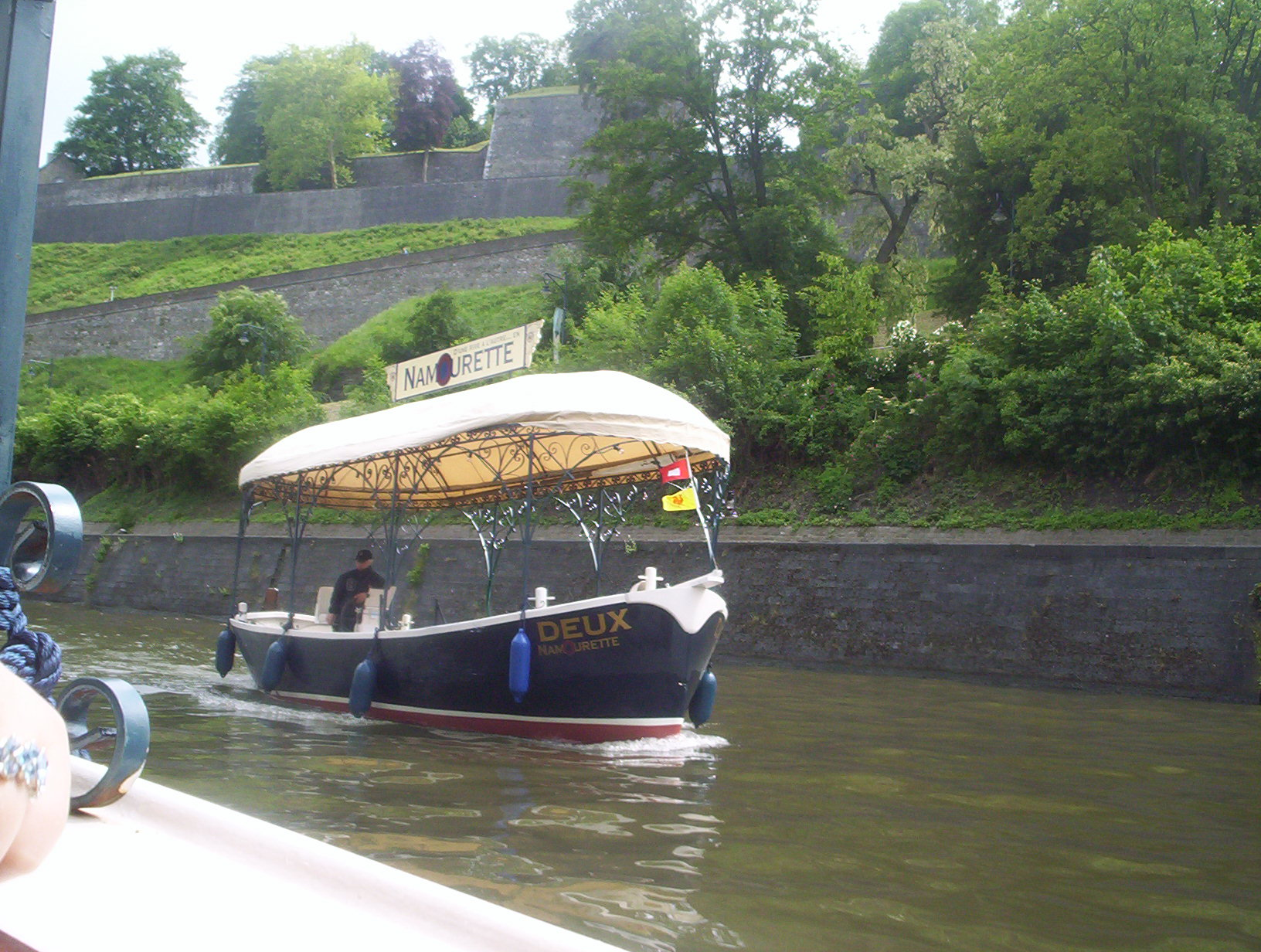
La Namourette Deux sur la Sambre.

Les Namourettes sont les petit bateaux de transport de passagers qui navigue sur la section namuroise de la Meuse et la Sambre, entre Jambes et Salzinnes. De style rétro ces petites baleinières circulent d'une rive à l'autre du fleuve et de son affluent principal. Son nom fait référence à sa ville d'adoption, Namur, et à ses grands frères vénitiens.
Quand ce service débuta en 2004, seule une namourette existait. En 2021 elles sont trois, baptisées simplement Une, Deux et Trois. Elles circulent durant la saison touristique: quotidiennement en juillet et aout et lors des week-ends en juin et septembre.

## Arrêts
- Pont de la Libération - Salzinnes (Sambre / Rive droite)
- Pont de l'Évêché (Quai des Joghiers) - Namur (Sambre / Rive gauche)
- Halle al'Chair - Namur (Sambre / Rive gauche)
- Joséphine Charlotte - Jambes (Meuse / Rive droite)
- Port de plaisance - Jambes (Meuse / Rive droite)